# Ahvenjärvi (sjö i Pertunmaa, Södra Savolax)
Ahvenjärvi är en sjö i kommunen Pertunmaa i landskapet Södra Savolax i Finland. Sjön ligger 116,9 meter över havet. Arean är 1,25 kvadratkilometer och strandlinjen är 11,4 kilometer lång. Sjön  ingår i Kymmene älvs huvudavrinningsområde.   Den ligger omkring 45 kilometer väster om S:t Michel och omkring 170 kilometer nordöst om Helsingfors. 